# La Motte-Chalancon
Pour les articles homonymes, voir La Motte.
La Motte-Chalancon est une commune française située dans le département de la Drôme, en région Auvergne-Rhône-Alpes.
Ses habitants sont dénommés les Mottois et les Mottoises.

## Géographie

### Localisation
La commune est située en Drôme provençale à 9 km au nord de Rémuzat, à 43 km à l'est de Dieulefit et à 25 km au sud-est de Saint-Nazaire-le-Désert.

### Relief et géologie
La commune est entourée de montagnes qui culminent à plus de 1 500 m d'altitude.
Elle est au croisement de quatre vallées et au commencement des gorges de l'Arnayon.
SItes particuliers :
- le mont Alayant est attesté en 1891[2].

### Hydrographie
La commune est arrosée par :
- le torrent l'Arnayon ;
- la rivière Oule.
- le Ruisseau d'Aiguebelle[3] est attesté en 1891. Il a sa source au col des Roustans sur la commune de Chalancon. Il traverse cette dernière puis passe sur la commune de La Motte-Chalancon où il se jette dans l'Oule après un parcours de sept kilomètres. En 1891, sa largeur moyenne est de 11,60 m, sa pente de 84 m, son débit ordinaire de 0,10 m3, extraordinaire de 15 m3[4].
- le ravin Aigue-Douce, affluent de l'Oule, est attesté en 1891[5].

La commune possède des eaux minérales alcalines.

### Climat
Pour des articles plus généraux, voir Climat d'Auvergne-Rhône-Alpes et Climat de la Drôme.
En 2010, le climat de la commune est de type climat méditerranéen altéré, selon une étude du CNRS s'appuyant sur une série de données couvrant la période 1971-2000. En 2020, Météo-France publie une typologie des climats de la France métropolitaine dans laquelle la commune est exposée à un climat de montagne ou de marges de montagne et est dans la région climatique  Alpes du sud, caractérisée par une pluviométrie annuelle de 850 à 1 000 mm, minimale en été. 
Pour la période 1971-2000, la température annuelle moyenne est de 11,5 °C, avec une amplitude thermique annuelle de 16,9 °C. Le cumul annuel moyen de précipitations est de 911 mm, avec 7,7 jours de précipitations en janvier et 4,9 jours en juillet. Pour la période 1991-2020, la température moyenne annuelle observée sur la station météorologique de Météo-France la plus proche, sur la commune de Bellegarde-en-Diois à 7 km à vol d'oiseau, est de 10,5 °C et le cumul annuel moyen de précipitations est de 1 016,9 mm,. Pour l'avenir, les paramètres climatiques de la commune estimés pour 2050 selon différents scénarios d'émission de gaz à effet de serre sont consultables sur un site dédié publié par Météo-France en novembre 2022.

## Urbanisme

### Typologie
Au 1er janvier 2024, La Motte-Chalancon est catégorisée commune rurale à habitat dispersé, selon la nouvelle grille communale de densité à 7 niveaux définie par l'Insee en 2022.
Elle est située hors unité urbaine et hors attraction des villes,.

### Occupation des sols
L'occupation des sols de la commune, telle qu'elle ressort de la base de données européenne d’occupation biophysique des sols Corine Land Cover (CLC), est marquée par l'importance des forêts et milieux semi-naturels (81,9 % en 2018), en diminution par rapport à 1990 (83,1 %). La répartition détaillée en 2018 est la suivante : 
forêts (47,7 %), milieux à végétation arbustive et/ou herbacée (34,2 %), zones agricoles hétérogènes (14,5 %), zones urbanisées (2,1 %), prairies (1,5 %). L'évolution de l’occupation des sols de la commune et de ses infrastructures peut être observée sur les différentes représentations cartographiques du territoire : la carte de Cassini (XVIIIe siècle), la carte d'état-major (1820-1866) et les cartes ou photos aériennes de l'IGN pour la période actuelle (1950 à aujourd'hui).

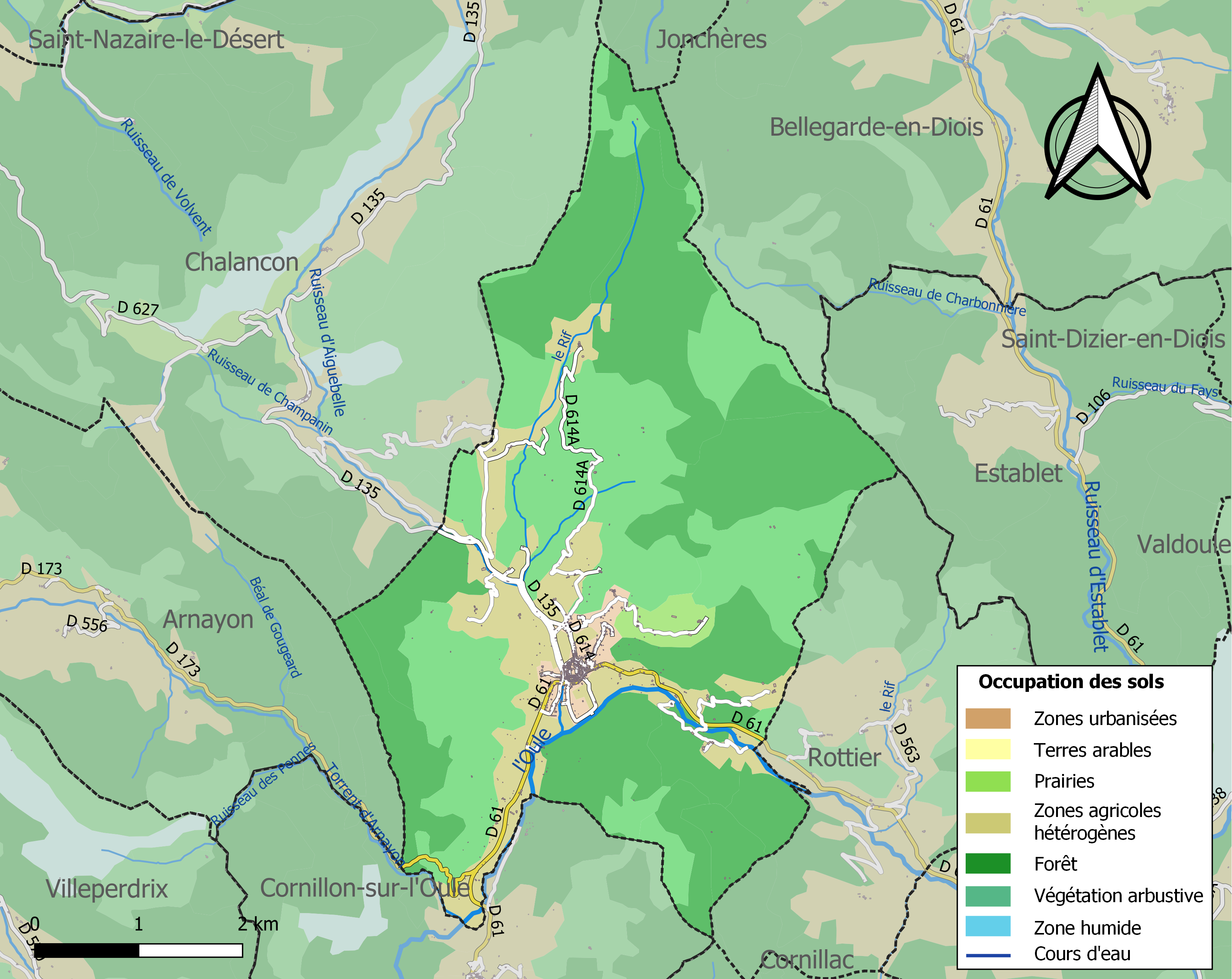
Carte des infrastructures et de l'occupation des sols de la commune en 2018 (CLC).

### Morphologie urbaine

#### Hameaux et lieux-dits
- Saint-Pierre est un quartier attesté en 1891[17]

## Toponymie

### Attestations
Dictionnaire topographique du département de la Drôme :
- 1296 : La Mota (visites de Cluny).
- XIVe siècle : mention de la paroisse : capella de Mota (pouillé de Die).
- 1392 : Mota Chalanconis' (archives municipales de Gap).
- 1441 : Mota Dyensis diocesis (cartulaire de Die, 165).
- 1509 : mention de la paroisse : parrochia Mote (visites épiscopales).
- 1509 : mention de l'église Annonciation de la Sainte-Vierge : ecclesia Beate Marie Chalanconis (visites épiscopales).
- 1619 : mention de la paroisse : la cure de la Motte (rôle de décimes).
- 1891 : La Motte-Chalancon, chef-lieu de canton de l'arrondissement de Die.

La graphie La Motte-Chalançon est aussi largement attestée mais semble erronée.

## Histoire

### Préhistoire
Au néolithique, la région est habitée[réf. nécessaire].

### Protohistoire
Sépultures et monnaies gauloises.

### Antiquité: les Gallo-romains
- Sépultures et monnaies gallo-romaines[1].
- Restes d'une villa gallo-romaine[réf. nécessaire].

### Du Moyen Âge à la Révolution
La seigneurie :
- Au point de vue féodal, la terre était un fief des comtes de Diois[1].
- 1286 : possession des Bourdeaux[18].
- 1315 : la terre est partagée entre les Artaud et les Eurre[18].
- 1446 : la part des Artaud appartient aux Monteynard, qui la possèdent encore au début du XVIe siècle[18].
- Vers 1590 : la part des Eurre passe aux Moreton de Chabrillan[18].
- 1627 : le tout est acquis par les La Morte-Laval[18].
- 1760 : passe (par mariage) aux Chastellard, derniers seigneurs[18].

Le 5 mai 1575, pendant les guerres de Religion, le capitaine huguenot Charles Dupuy de Montbrun prend la ville d'assaut. Le village est pillé. Les huguenots massacrent ses habitants et « épousent les veuves et les filles de ceux qui furent tués », selon un témoin du temps.
Avant la Révolution française, la monarchie soutient la réaction seigneuriale par les édits de triage : le Devès, qui était un bois géré par la communauté, est confisqué par Mme du Châtelard, ce qui entraîne un procès entre la communauté et la dame (seigneur) du fief.
Avant 1790, la Motte-Chalancon était une communauté de l'élection de Montélimar, subdélégation de Crest et du bailliage de Die.

Elle formait une paroisse du diocèse de Die, dont l'église était sous le vocable de l'Annonciation de la Sainte-Vierge, et la cure de la collation de l'évêque. Les dîmes appartenaient au pitancier de Saint-Marcel de Die, comme prieur du lieu (Saint-Pierre).

### De la Révolution à nos jours
En 1790, la Motte-Chalancon devient le chef-lieu d'un canton comprenant les municipalités de Arnayon, Establet, la Motte-Chalancon, Rottier, Saint-Ferréol et Villeperdrix. La réorganisation de l'an VIII (1799-1800) y ajoute les communes de Bellegarde, Brette, Chalancon, Çhaudebonne, Gumiane, le Petit-Paris, Pradelles, Rochefourchat, Saint-Dizier, Saint-Nazaire-le-Désert, Valdrôme et Volvent.
En 1893, La Motte-Chalancon est le deuxième village de la Drôme à être équipé de l'électricité grâce au projet privé de Romain Laganier[réf. nécessaire].

## Politique et administration

### Liste des maires
| Période                                  | Période                        | Identité                            | Étiquette | Qualité       |
| ---------------------------------------- | ------------------------------ | ----------------------------------- | --------- | ------------- |
| Les données manquantes sont à compléter. |                                |                                     |           |               |
| 1871                                     |                                | ?                                   |           |               |
| 1874                                     |                                | ?                                   |           |               |
| 1878                                     |                                | ?                                   |           |               |
| 1884                                     |                                | ?                                   |           |               |
| 1888                                     |                                | ?                                   |           |               |
| 1892                                     |                                | ?                                   |           |               |
| 1896                                     |                                | ?                                   |           |               |
| 1900                                     |                                | ?                                   |           |               |
| 1904                                     |                                | ?                                   |           |               |
| 1908                                     |                                | ?                                   |           |               |
| 1912                                     |                                | ?                                   |           |               |
| 1919                                     |                                | ?                                   |           |               |
| 1925                                     |                                | ?                                   |           |               |
| 1929                                     |                                | ?                                   |           |               |
| 1935                                     |                                | ?                                   |           |               |
| 1945                                     |                                | ?                                   |           |               |
| 1947                                     |                                | ?                                   |           |               |
| 1953                                     |                                | ?                                   |           |               |
| 1959                                     |                                | ?                                   |           |               |
| 1965                                     |                                | ?                                   |           |               |
| 1971                                     | 1977                           | Gabriel Mourier                     | PS        |               |
| 1977                                     | 1983                           | Gabriel Mourier                     |           | maire sortant |
| 1983                                     | 1989                           | Gabriel Mourier                     |           | maire sortant |
| 1989                                     | 1995                           | Émile Piccardi                      | DVG       |               |
| 1995                                     | 2001                           | Roger Besson                        | DVG       |               |
| 2001                                     | 2008                           | Roger Besson                        |           | maire sortant |
| 2008                                     | 2014                           | Roger Besson                        |           | maire sortant |
| 2014                                     | 2020                           | Laurent Combel                      |           | fonctionnaire |
| 2020                                     | En cours (au 26 novembre 2020) | Laurent Combel[source insuffisante] |           | maire sortant |

### Rattachements administratifs et électoraux
La Motte-Chalancon était chef-lieu de canton jusqu'en mars 2015.

Le redécoupage des cantons du département l'a placée dans le canton du Diois).

### Politique environnementale

#### Villes et villages fleuris
Village fleuri.

### Jumelages
| La Motte-Chalancon Verviers |

La Motte-Chalancon est jumelée avec Stembert Verviers  Belgique, depuis 1971.

## Population et société

### Démographie
L'évolution du nombre d'habitants est connue à travers les recensements de la population effectués dans la commune depuis 1793. Pour les communes de moins de 10 000 habitants, une enquête de recensement portant sur toute la population est réalisée tous les cinq ans, les populations de référence des années intermédiaires étant quant à elles estimées par interpolation ou extrapolation. Pour la commune, le premier recensement exhaustif entrant dans le cadre du nouveau dispositif a été réalisé en 2005.

En 2022, la commune comptait 400 habitants, en évolution de −6,32 % par rapport à 2016 (Drôme : +2,64 %, France hors Mayotte : +2,11 %).
| 1793  | 1800  | 1806  | 1821  | 1831  | 1836  | 1841  | 1846  | 1851  |
| ----- | ----- | ----- | ----- | ----- | ----- | ----- | ----- | ----- |
| 1 126 | 1 161 | 1 126 | 1 111 | 1 247 | 1 235 | 1 210 | 1 238 | 1 097 |

| 1856  | 1861  | 1866  | 1872  | 1876  | 1881 | 1886 | 1891 | 1896 |
| ----- | ----- | ----- | ----- | ----- | ---- | ---- | ---- | ---- |
| 1 047 | 1 056 | 1 019 | 1 001 | 1 008 | 977  | 947  | 872  | 824  |

| 1901 | 1906 | 1911 | 1921 | 1926 | 1931 | 1936 | 1946 | 1954 |
| ---- | ---- | ---- | ---- | ---- | ---- | ---- | ---- | ---- |
| 797  | 790  | 752  | 634  | 602  | 570  | 603  | 525  | 517  |

| 1962 | 1968 | 1975 | 1982 | 1990 | 1999 | 2005 | 2006 | 2010 |
| ---- | ---- | ---- | ---- | ---- | ---- | ---- | ---- | ---- |
| 535  | 486  | 398  | 393  | 382  | 395  | 454  | 456  | 395  |

| 2015 | 2020 | 2022 | - | - | - | - | - | - |
| ---- | ---- | ---- | - | - | - | - | - | - |
| 417  | 410  | 400  | - | - | - | - | - | - |

Le village a subi l'exode rural.

### Manifestations culturelles et festivités
- Fêtes : le 14 juillet et le deuxième dimanche d'août[1].

### Loisirs
- Pêche[1].
- Spéléologie[1].
- Stages d'artisanat[1].

### Sports

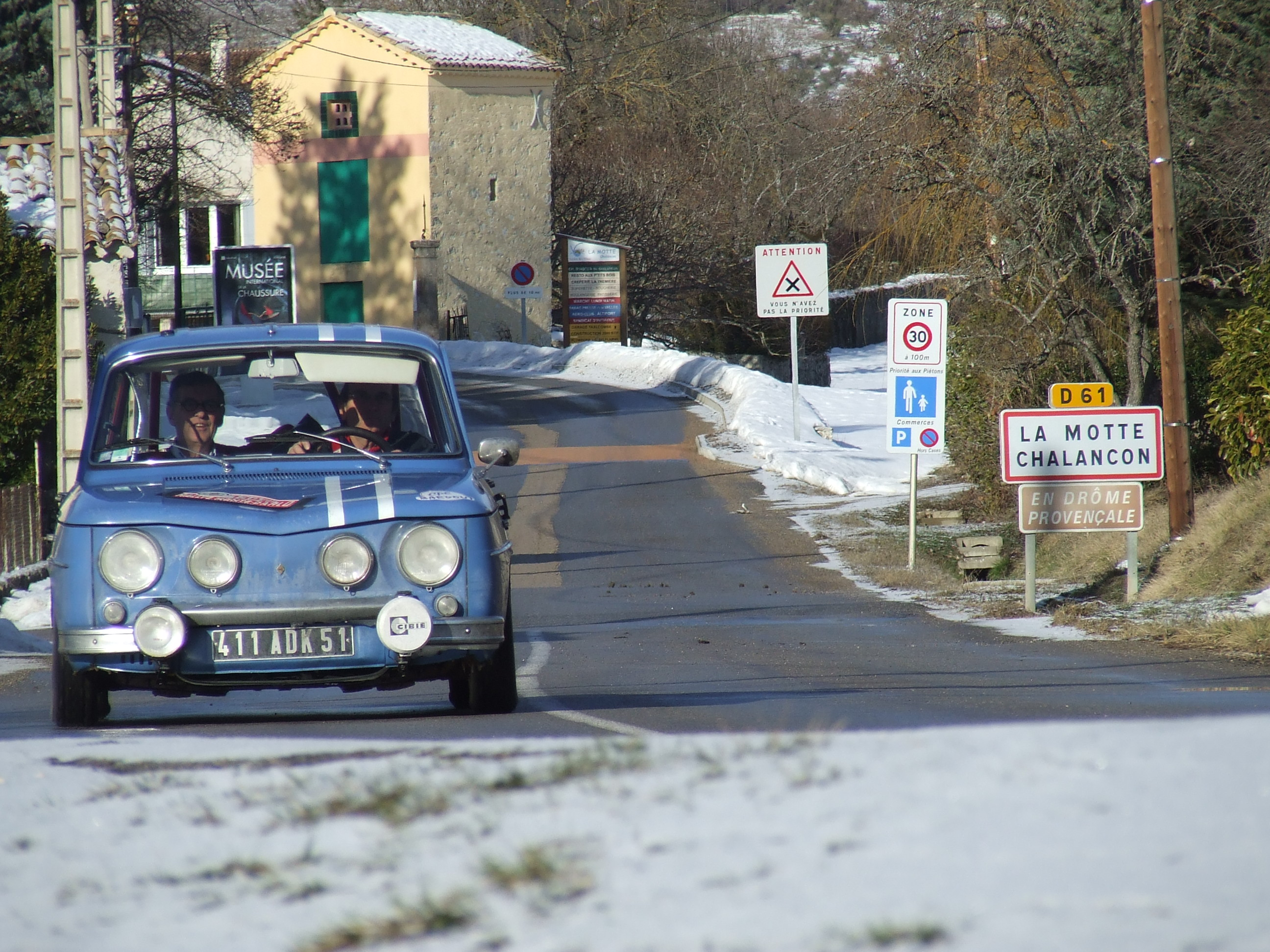
Renault 8 Gordini participant au Rallye Monte Carlo historique 2010 à La Motte-Chalancon

- Centre sportif[1].

## Économie

### Agriculture
En 1992 : vignes, lavande (distillerie et coopérative), agneaux de la Drôme, apiculture (miel).
- Foire mensuelle (sauf en mars, juillet et novembre)[1].
- Marché : le mercredi[1].

Autres : élevage ovin, noix, agriculture biologique[réf. nécessaire].

### Commerce
- Une supérette (livraison des courses par voiturette robotisée[29][source insuffisante]).

### Tourisme
- Syndicat d'initiative (en 1992)[1].
- Station climatique[1].
- Station Verte (de vacances)[réf. nécessaire].
- Camping[1].

## Culture locale et patrimoine

### Lieux et monuments
- Village ancien homogène : ruelles, passages voûtés, vieilles facades, fontaines[1].
- Église Notre-Dame de La Motte-Chalancon, romane : chevet (ou chœur) du XIVe siècle[1].
  - Elle a été construite au XIIe siècle dans l'enceinte de l'ancien château fort du Xe siècle. Elle domine le village dont les constructions sont étagées autour d'elle en cercles concentriques.

Au XIVe siècle, des travaux tentèrent de lui donner un aspect gothique mais ils restèrent inachevés pour des raisons financières.
De 1896 à 1897, de grands travaux transforment l'église avec la construction de la voûte gothique de la nef.
En 1961, une restauration est entreprise dans l'esprit du concile Vatican II, sous l'impulsion des Frères des Campagnes qui viennent de s'installer dans le village.
Les deux vitraux du chœur et celui à l'ouest sont non-figuratifs (bleu au levant et rouge au couchant, donnant des lumières très différentes en fonction de l'ensoleillement). Ils ont été réalisés par les maîtres verriers de Valence : Mlle Girardet et Mr Thomas. Les vitraux de la nef sont l'œuvre de l'artiste autrichien Florian Jakowitch qui a travaillé sur place trois étés de suite. Il avait pour tâche de représenter les principaux personnages de l'histoire sainte[réf. nécessaire].
- Château de la Charce : style Renaissance. Autrefois imposant, il est aujourd'hui ruiné[1].

### Patrimoine naturel
La commune fait partie du parc naturel régional des Baronnies provençales (départements de la Drôme et des Hautes-Alpes).

### Personnalités liées à la commune
- Louis Evesque (1855-1907), médecin à la Motte-Chalanon et homme politique, maire, conseiller général puis député y est né.
- Patrice Jeener (1944-), graveur et artiste-mathématicien français, habite et a installé son atelier dans la commune[30].
- Coline Serreau (1947-), actrice réalisatrice scénariste compositrice, et chef de chœur à la chorale du Delta. Elle est venue à la Motte-Chalancon dans le cadre du festival « Rencontres culturelles » en juillet 2008 et en est devenue la marraine.

### Héraldique, logotype et devise
|  | La Motte-Chalancon possède des armoiries dont l'origine et le blasonnement exact ne sont pas disponibles. |